# E資格
JDLA Deep Learning for ENGINEER（JDLAディープラーニングフォーエンジニア）は、一般社団法人日本ディープラーニング協会（JDLA）が実施するAIに関する資格、あるいは資格試験である。国内の人工知能の資格試験としては最高難易度・認知度の試験である。JDLAの理事長を務めるのは、日本でAI研究の第一人者と言われる東京大学大学院の松尾豊教授である。特にディープラーニングの理論を理解し、適切な手法を選択して実装する能力や知識を有する人材の輩出を目的として、それを認める資格試験として年2回実施されている。
ディープラーニングの技術が日進月歩する技術であることから資格実施毎に実施年号を付与している。一般にE資格（イーしかく）と呼ばれる。E資格のEはエンジニアの意味である。以下でも、資格そのものを指す場合はE資格、資格試験を指す場合はE資格試験と呼ぶことにする。
2021年2月までの試験に関しては、オンライン受験（試験会場受験）・多肢選択式・2時間で約100問程度の問題が出題されており、試験中にテキストの閲覧やインターネットを通じた検索を行うことは禁止されている。
初回のE資格試験は2018年に実施され、それ以降の試験毎に名称が付けられ、区別されている。
2021年3月時点で、E資格試験は計5回実施されており、各回は、2018、2019#1、2019#2、2020#1、2021#1という名称が付けられている。
合格者は「JDLA Deep Learning for ENGINEER 2021#1」のように、試験名称が明記された上で、資格認定される。
2020年8月に実施予定であったE資格試験（2020#2）は、新型コロナウィルス感染症の拡大状況を踏まえ、中止となった。第5回E資格試験（2021#1）で、累計受験者が4,200人を突破した。
比較的新しい資格だが、知名度は上昇しており、レバテックキャリアのウエブサイトでは、AIエンジニアに転職する際に取得しておくべき資格の一つに、挙げられている。

## JDLA認定資格とは
JDLAは、ディープラーニングに関する知識を有し、事業活用する人材（ジェネラリスト）と、ディープラーニングを実装する人材（エンジニア）の育成を目指し資格試験を主催している。ジェネラリストの認定資格をG検定（JDLA Deep Learning for GENERAL）と呼び、エンジニアの認定資格をE資格（JDLA Deep Learning For ENGINEER）と呼ぶ。日進月歩する技術であることから、検定・資格実施年毎に実施年号を付与し、E資格は年2回のペース、G検定は年3回のペースで実施している。
JDLAでは、ディープラーニングの理論を理解し、適切な手法を選択して実装する能力を持つ人材を育成する講座を、JDLA認定プログラムとして認定推奨している。JDLA認定プログラムの修了条件は、認定プログラムによって多少異なるが、ある認定プログラムの修了条件は、E資格出題範囲をカバーする知識テスト（数学、ML、DL分野）合格と基準精度を上回るDLを活用した画像認識モデルの作成である。G検定とE資格の大きな違いは、G検定がテストだけで完結するのに対し、E資格はE資格認定プログラム終了とテストがセットになってる点である。

## 富士通ソフトウェアマスター
富士通ソフトウェアマスターでは、「Fujitsu Certificated Master AI」の資格に、E資格が採用されている。

## シラバス
JDLAの公式ウェブサイトではJDLA Deep Learning for ENGINEER 2020 #1のシラバスを下記の通り、公開している。
- 応用数学
  - 線形代数
  - 確率・統計
  - 情報理論
- 機械学習
  - 機械学習の基礎
  - 実用的な方法論
- 深層学習
  - 順伝播型ネットワーク
  - 深層モデルのための正則化
  - 深層モデルのための最適化
  - 畳み込みネットワーク
  - 回帰結合型ニューラルネットワークと再帰的ネットワーク
  - 生成モデル(機械学習 § 統計的機械学習)
  - 強化学習
  - 深層学習の適応方法
- 開発・運用環境
  - ミドルウェア
  - 軽量化・高速化技術

## 受験者数推移
| 開催回  | 試験月日              | 申込者数 | 受験者数 | 合格者数 | 合格率 |
| ------- | --------------------- | -------- | -------- | -------- | ------ |
| 2018    | 2018年9月29日         | 342      | 337      | 234      | 69.44% |
| 2019 #1 | 2019年2月23日         | 396      | 387      | 245      | 63.31% |
| 2019 #2 | 2019年8月31日         | 718      | 696      | 472      | 67.82% |
| 2020 #1 | 2020年2月21日-2月22日 | 1,076    | 1,042    | 709      | 68.04% |
| 2020 #2 | 2020年8月29日         | –        | –        | –        | –      |
| 2021 #1 | 2021年2月19日-2月20日 | 1,723    | 1,688    | 1,324    | 78.44% |
| 累計    | –                     | 4,255    | 4,150    | 2,984    | –      |

受験資格は、JDLA認定プログラムを試験日の過去2年以内に修了していることであり、ここでの受験者は、JDLA認定プログラムを試験日の過去2年以内に修了している者である。受験資格を得るには、JDLA認定プログラムの修了試験に合格する必要があり、これが第一関門となる。
2020 #2は新型コロナウィルス感染症の拡大状況を受け、中止した。